# News of the World (avis)
 For alternative betydninger, se News of the World. (Se også artikler, som begynder med News of the World)
News of the World var en britisk tabloidavis, der udkom på søndage. Avisens sidste udgave udkom den 10. juli 2011, som konsekvens af flere skandaler der påvirkede avisens omdømme. Avisen blev udgivet af det Rupert Murdoch-ejede News Group Newspapers og var i vid udstrækning søndagsudgaven af The Sun. 
Med et oplag på 3.445.459 eksemplarer ugentligt var News of the World den mest solgte engelsksprogede avis i verden.
Avisen var kendt for at bringe mange artikler om kendte og særligt skandaler, der involverede kendte. Den har haft en særlig forkærlighed for sexskandaler, hvilket gav avisen tilnavne som "News of the Screws" og "Screws of the World". Holdningsmæssigt havde avisen populistiske tendenser.[kilde mangler]